# كافينسكي
كافينسكي (مواليد 31 يوليو 1975) هو موسيقي وممثل فرنسي.